# (8588) Avosetta
(8588) Avosetta (4025 P-L) – planetoida z grupy pasa głównego asteroid okrążająca Słońce w ciągu 3,29 lat w średniej odległości 2,21 au. Odkryta 4 września 1960 roku.